# Симмонс, Андрелтон
Андрелтон Эй Симмонс (англ. Andrelton A. Simmons, 4 сентября 1989, Виллемстад, Кюрасао) — нидерландский бейсболист, шортстоп клуба Главной лиги бейсбола «Миннесота Твинс». Четырёхкратный обладатель Золотой перчатки.

## Биография

### Ранние годы и начало карьеры
Андрелтон Симмонс родился 4 сентября 1989 года в Виллемстаде. В детстве начал играть в бейсбол, его партнёрами по команде были Диди Грегориус и Кенли Дженсен. Также занимался баскетболом и футболом. Симмонс не заинтересовал скаутов клубов Главной лиги бейсбола и, когда ему исполнилось восемнадцать лет, он поступил в колледж Западной Оклахомы. За студенческую команду Андрелтон провёл один сезон, выходя на поле на позициях шортстопа и питчера. На драфте Главной лиги бейсбола 2010 года во втором раунде его выбрал клуб «Атланта Брэйвз».
Профессиональную карьеру Симмонс начал в составе «Данвилл Брэйвз». В сезоне 2010 года он провёл шестьдесят две игры в Аппалачской лиге, отбивая с показателем 27,6 %. Он также принял участие в Матче всех звёзд лиги. Перед стартом чемпионата 2011 года руководство клуба перевело его на два уровня выше в «Линчберг Хиллкэтс». По итогам сезона Андрелтон стал лучшим отбивающим Каролинской лиги с показателем 31,1 %.

### Главная лига бейсбола

#### Атланта Брэйвз
Весной 2012 года он принял участие в предсезонных сборах с главной командой. Чемпионат Симмонс начал в АА-лиге, провёл сорок четыре игры в составе «Миссисипи Брэйвз». В конце мая его вызвали в основной состав «Атланты», 2 июня он дебютировал в Главной лиге бейсбола. В регулярном чемпионате Андрелтон сыграл в сорока девяти матчах, отбивал с показателем 28,9 %. По ходу сезона он получил несколько травм, в том числе перелом пальца на правой руке. В игре на бите Симмонс выделялся дисциплиной и способностью находить контакт с мячом.
В 2013 году он в составе сборной Нидерландов дошёл до полуфинала Мировой бейсбольной классики. В играх турнира Симмонс отбивал с показателем 33,3 %, выбил три дабла и два хоум-рана. В первом полном сезоне в Главной лиге бейсбола он проявил себя как один из лучших защитников чемпионата. По итогам года Андрелтон стал обладателем награды «Золотая перчатка». В 157 проведённых играх он отбивал с показателем 24,8 % и выбил семнадцать хоум-ранов. В феврале 2014 года клуб продлил контракт с Симмонсом на семь лет, сумма соглашения составила 58 млн долларов. В сезоне 2014 года он подтвердил свою репутацию, в 146 играх предотвратив 28 ранов на своей позиции. По итогам чемпионата Андрелтон второй раз подряд получил «Золотую перчатку».
Сезон 2015 года стал для Симмонса последним в составе «Атланты». Он сыграл за команду в ста сорока пяти матчах, отбивал с показателем 26,5 %. Он по-прежнему надёжно играл в защите, но уступил «Золотую перчатку» Брэндону Кроуфорду из «Сан-Франциско Джайентс». В ноябре «Брэйвз» обменяли Андрелтона в «Лос-Анджелес Энджелс». 

#### Лос-Анджелес Энджелс
Приход Симмонса и его действия в защите частично компенсировал не лучшую игру питчеров «Энджелс» в сезоне 2016 года. Во второй половине чемпионата он прибавил и в нападении. Его показатель отбивания по итогам года составил 28,1 % — выше чем средний за карьеру. Андрелтон также выбил четыре хоум-рана, набрал сорок четыре RBI и украл десять баз. 
В феврале 2017 года его включили в заявку сборной Нидерландов на Мировую бейсбольную классику. Как и в предыдущем розыгрыше, команда дошла до полуфинала турнира. Сезон стал для Симмонса лучшим в карьере. Он отбивал с показателем 27,8 %, выбил четырнадцать хоум-ранов и на высоком уровне играл в защите. По итогам чемпионата Андрелтон в третий раз стал обладателем «Золотой перчатки». Он стал третьим шортстопом после Омара Вискеля и Орландо Кабреры, выигравшим награду в Национальной и Американской лигах.
Эффективность Симмонса в нападении продолжила повышаться в 2018 году. Он установил личные рекорды, отбивая с показателем 29,2 % и набрав семьдесят пять RBI. По надёжности действий в защите Андрелтон стал вторым в лиге, уступив только Мэтту Чапмену из «Окленд Атлетикс». В ноябре Симмонс получил четвёртую в карьере «Золотую перчатку». В 2019 году, несмотря на две травмы, он провёл 102 матча, оставаясь одним из лучших шортстопов Американской лиги по игре в защите. По итогам чемпионата он был номинирован на награду «Золотая перчатка», но уступил её Франсиско Линдору. В сокращённом из-за пандемии COVID-19 сезоне 2020 года Андрелтон провёл тридцать игр, отбивая с эффективностью 29,7 %. Этот показатель вырос после неудачного предыдущего чемпионата, но другие показатели свидетельствовали о проблемах с игрой на бите. Средняя скорость отбиваемых им мячей составила всего 86,5 миль в час, став для Симмонса самой низкой с 2015 года. По ходу регулярного чемпионата он также был вынужден пропустить 22 матча из-за травмы ноги.

#### Миннесота Твинс
В январе 2021 года Симмонс в статусе свободного агента заключил однолетний контракт с клубом «Миннесота Твинс». Сумма соглашения составила 10,5 млн долларов.